# Philatelie

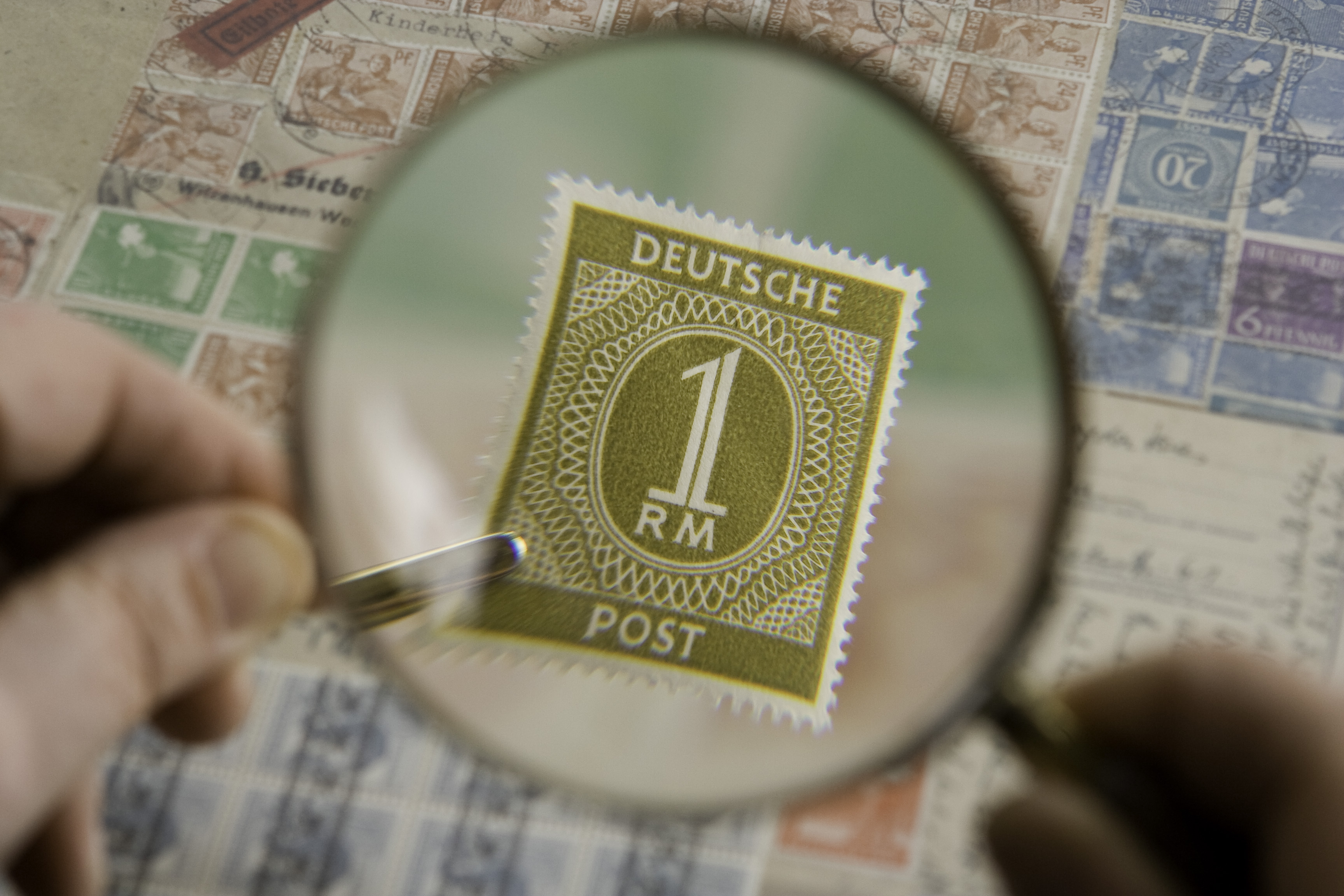
Briefmarkenbetrachtung

Die Philatelie oder Briefmarkenkunde beschäftigt sich mit dem systematischen Sammeln von Postwertzeichen sowie von Belegen für ihre Verwendung auf Postsendungen jeglicher Art und der Erforschung postgeschichtlicher Dokumente.

## Begriff
Der Begriff Philatelie wurde von Georges Herpin in der fünften Ausgabe der Pariser Briefmarkensammlerzeitschrift Le Collectionneur de timbres-postes vom 15. November 1864 geprägt als Zusammensetzung aus den griechischen Wörtern φίλος phílos „Freund“ und ἀτελής atelēs „lasten-/steuerfrei“, genauer aus dem (von diesem abgeleiteten) Substantiv ἀτέλεια atéleia „Abgabenfreiheit“. Diese Abgabenfreiheit bezieht sich auf den Empfänger, der bei der zunächst ausschließlich üblichen Versandform unfrei für das Beförderungsentgelt aufzukommen hatte, wovon ihn die durch entsprechende Stempel oder Freimarken dokumentierte Frankierung, Freimachung auf Kosten des Absenders, befreite (französisch affranchir, wörtlich: befreien).
Obwohl inhaltlich nicht auf Anhieb nachzuvollziehen, setzte sich der Wortbildungen wie Philosophie, Philanthropie und Philharmonie nachahmende Begriff in allen Sprachen durch. Andere Vorschläge wie Timbrophilie oder Timbrologie verschwanden bald wieder. Als deutsche Version für Philatelie wird häufig „Briefmarkenkunde“ und für die praktizierenden Personen „Briefmarkensammler“ oder „Briefmarkenliebhaber“ verwendet.

## Geschichte

### Die Anfangsjahre der Philatelie

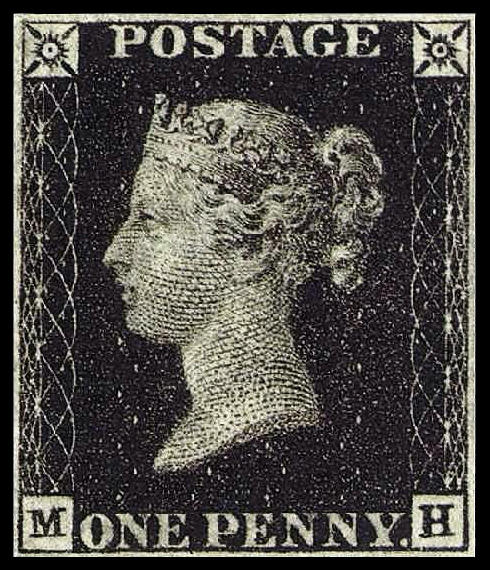
One Penny Black,
erste Briefmarke der Welt

Die Philatelie hat ihre Anfänge kurz nach der Ausgabe der ersten Briefmarke der Welt. Dabei handelt es sich um die sogenannte One Penny Black, die am 6. Mai 1840 in Großbritannien ausgegeben wurde. Die Einführung der Briefmarke in anderen Ländern verhalf auch dem Briefmarkensammeln zu seiner Verbreitung. Zunächst sammelte man aus Spaß die kleinen Postwertzeichen aus der Tagespost und verwendete sie beispielsweise zum Bekleben von Lampenschirmen oder Tapeten, was die Sammelobjekte fast immer zerstörte.
Erst langsam begann man, sich mit den Briefmarken genauer zu befassen. Die Zahl der Briefmarken, die zur damaligen Zeit ausgegeben wurden, war noch sehr klein. Für den damaligen Sammler war es selbstverständlich, sogenannte Generalsammlungen anzulegen. Dies bedeutet, dass der Philatelist alle Briefmarken der Welt in seine Sammlung aufnahm. In den frühen Anfangsjahren standen dem Philatelisten noch keinerlei Hilfsmittel oder Aufbewahrungsmöglichkeiten, wie Briefmarkenalben, zur Verfügung, was dazu führte, dass die Briefmarken oft durch unsachgemäße Aufbewahrung oder das behelfsmäßige Aufkleben postfrischer Marken beschädigt oder sogar zerstört wurden.

### Die ersten Hilfsmittel für den Philatelisten
In den 1860er Jahren erschienen die ersten Briefmarkenalben der Welt. Das erste kommerzielle Album hatte der Pariser Philatelist Lallier 1862 herausgebracht. Dabei handelte es sich allerdings noch um eine einfache querformatige Mappe, die in Leder gebunden war. Für alle bisher erschienenen Briefmarken der Welt war auf den jeweils rechten Seiten ein Leerfeld angelegt, in das die Briefmarke hineingeklebt werden konnte. Auf den jeweils gegenüberliegenden linken Seiten befand sich das Wappen, die Flagge sowie eine kurze Beschreibung der Geographie und der bisher ausgegebenen Briefmarken des Landes.
Das große Manko dieser Briefmarkenalben bestand darin, dass die einzelnen Briefmarken direkt mit Knochenleim oder Gummi arabicum in das Album geklebt werden mussten. Dies beschädigte die Briefmarke, vor allem beim Versuch des Ablösens, stark. Zahlreiche Philatelisten machten sich Gedanken über eine bessere Art der Aufbewahrung ihrer „Schätze“. Eine vernünftige Alternative wurde allerdings erst 21 Jahre später, im Jahr 1881, gefunden.
Bereits ein Jahr später, 1861, entstanden die ersten Vorläufer der heutigen Briefmarkenkataloge. John Edward Gray und Oscar Berger-Levrault entwickelten die ersten „Briefmarkenverzeichnisse“. Zur selben Zeit kam es zur Gründung der ersten Briefmarkenvereine. In ihnen konnten Sammler zum ersten Mal ihre Erfahrungen und ihr Wissen sowie ihre Briefmarken austauschen.

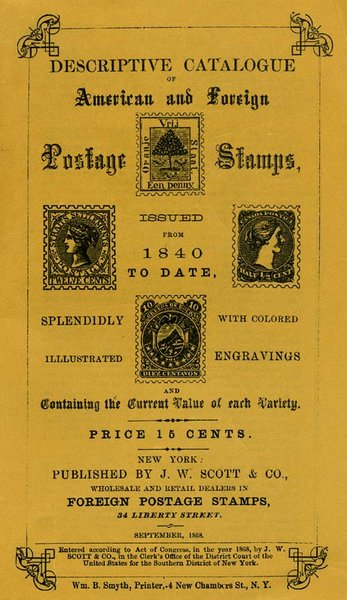
Deckblatt des ersten Scott-Kataloges aus dem Jahr 1868

Im Jahr 1862 kam es zur Ausgabe der ersten philatelistischen Fachzeitschriften – zuerst erschien am 15. Dezember 1862 im Geburtsland der Philatelie „The Monthly Advertiser“. Kurz darauf erschienen auch die ersten Fachzeitschriften in Deutschland und Österreich-Ungarn. Bei dem ersten Briefmarkenfachblatt Deutschlands handelt es sich um das „Magazin für Briefmarken-Sammler“, das erstmals am 1. Mai 1863 vom Münzen- und Antiquitätengeschäft Zschiesche & Köder in Leipzig herausgegeben wurde.
Die Briefmarkenzeitschriften förderten vor allem den Tausch von Briefmarken zwischen den Philatelisten. Außerdem berichteten sie über die Neuausgaben der ganzen Welt und informierten die Sammler über alles Wissenswerte der Philatelie.
Im Jahre 1881 erschienen die ersten Falze für Briefmarken. Diese lösten längerfristig das Problem der Aufbewahrung von Briefmarken. Die Briefmarkenfalze wurden vom Frankfurter Briefmarkenhändler Dauth ausgegeben. Man nannte sie damals noch „Marken-Charniere“. 1000 Stück der ersten Briefmarkenfalze der Welt kosteten nur 75 Pfennig.
Vor der Erfindung des Briefmarkenfalzes gab es einige einfallsreiche provisorische Lösungen, um das direkte Einkleben der Briefmarken in das Album zu verhindern. Man knickte beispielsweise die nicht benötigten Bogenränder der Briefmarken so um, dass ein Teil der Klebefläche auf die Briefmarke geklebt wird und der andere Teil des Bogenrandes auf die Unterlage. Der Briefmarkenfalz funktionierte nach dem Prinzip der Befestigung von Briefmarken auf Albumseiten mittels Bogenrändern, er wurde jedoch speziell dafür hergestellt.
In den folgenden Jahrzehnten setzte sich der Briefmarkenfalz als Befestigungsmittel für Briefmarken bei den Philatelisten durch. Dies wurde natürlich auch bei der Herstellung der Briefmarkenalben berücksichtigt. Außerdem kamen immer mehr neue Formen auf den Markt. Heute werden keine Briefmarkenfalze mehr verwendet, da diese die Gummierung leicht beschädigen. Nach dem Zweiten Weltkrieg wurden sie von Klemmtaschen und anderen Systemen der Briefmarkenaufbewahrung abgelöst, die es nicht mehr erforderten, die Marken irgendwo aufzukleben.
Die Briefmarkenalben selbst wurden ebenfalls verbessert. Im Jahre 1884 vertrieb Dauth ein „Mechanisches Briefmarkenalbum“. Dies war das erste Briefmarkenalbum der Welt mit Schraubenheftung. Es ermöglichte ein einfaches Austauschen und Einfügen einzelner Blätter des Briefmarkenalbums.

### Entstehung von Vereinen und Veranstaltungen

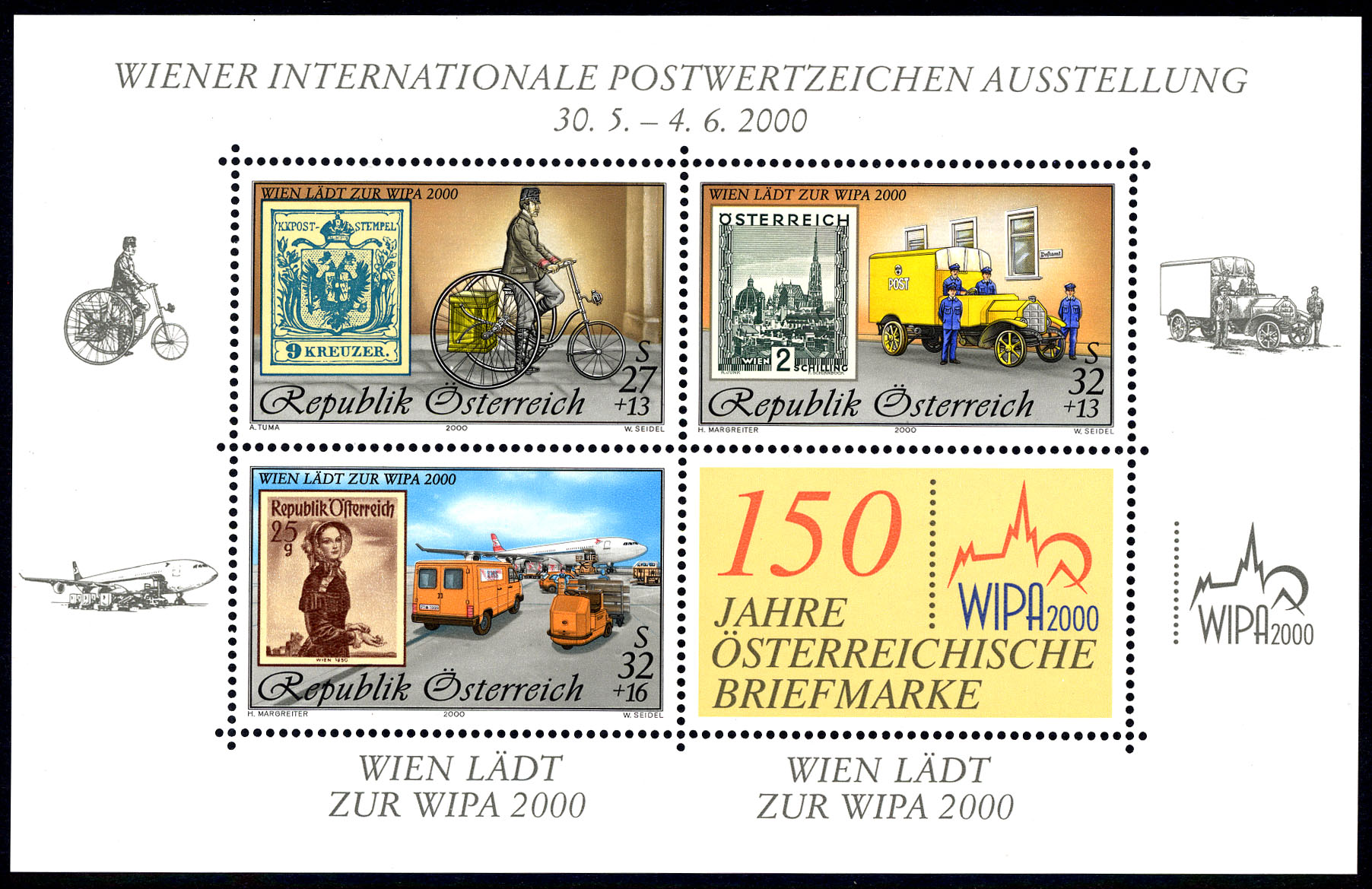
Postwertzeichen anlässlich 150 Jahre Österreichische Briefmarke und WIPA 2000

Neben den neuen Hilfsmitteln für den Philatelisten entstanden auch immer mehr Briefmarkenvereine und Veranstaltungen speziell für den Philatelisten. Bereits aus dem Jahre 1856 sind Treffen von Philatelisten in den Vereinigten Staaten bekannt. Im Jahre 1866 kam es zur offiziellen Gründung des ersten Briefmarkenvereines der Welt. Es handelt sich dabei um die Excelsior Stamp Association in den Vereinigten Staaten. Die weltweit älteste noch bestehende philatelistische Vereinigung wurde 1869 als The Philatelic Society, London gegründet. Heute ist sie als Royal Philatelic Society London bekannt. Im selben Jahr, im August 1869, kam es auch in Deutschland zur Gründung der ersten Briefmarkenvereine. Der erste deutsche Briefmarkensammlerverein, der Süddeutsche Philatelisten-Verein, wurde in Heidelberg gegründet. Es folgten in den nächsten drei Jahren Dresden, Stuttgart und Berlin mit heute noch aktiven Vereinen (Württembergischer Philatelistenverein Stuttgart 1882 e. V. und Berliner Philatelisten-Klub von 1888 e. V.) sowie Hamburg. Auch der 1886 in Hannover gegründete Briefmarken-Club Hannover von 1886 e. V. ist nach über 130 Jahren weiterhin mit wöchentlichen Treffen aktiv.
Die steigende Zahl philatelistischer Vereine führte zu zahlreichen Zusammenschlüssen. In Deutschland ist dies heute der Bund Deutscher Philatelisten, in Österreich der Verband Österreichischer Philatelistenvereine und in der Schweiz der Verband Schweizerischer Philatelistenvereine.
Seit 1889 gibt es den Philatelistentag in Deutschland, der erstmals in Mainz stattfand. In den Jahren von 1947 bis 2011 wurde der Deutsche Philatelistentag jährlich durchgeführt. Entsprechend einem Mehrheitsbeschluss der BDPh-Hauptversammlung am 3. September 2011 in Wuppertal wurde für die Durchführung der Deutschen Philatelistentage ab 2011 ein zweijähriger Rhythmus festgelegt. In Österreich ist diesbezüglich die größte Veranstaltung die Wiener Internationale Postwertzeichen Ausstellung (WIPA). Mit der Zeit entstanden viele weitere große Veranstaltungen rund um die Briefmarke. 
In den 1960er und 1970er Jahren hatte die Philatelie ihre größte Beliebtheit und hatte sich von einer Freizeitbeschäftigung des Großbürgertums zu einem Volksphänomen entwickelt. Große Kaufhäuser hatten Regale mit Briefmarken und Zubehör, Fachgeschäfte befanden sich in den meisten Innenstädten. Um die Beliebtheit von Briefmarken zu bedienen, wurde Material gezielt für Sammler produziert und vertrieben, die auch zu Skandalen Anlass gab. Mitunter fehlte den Sammlern die Kenntnis, den geringen Wert der nur für Sammler produzierten Erzeugnisse zu bewerten.

### Gegenwart
In den 1990er Jahren nahm die Bedeutung des Briefverkehrs ab, und Briefmarken wurden auf Poststücken z. B. durch die Labelfreimachung ersetzt. Briefmarken sind nunmehr eine Randerscheinung des Postverkehrs und abgestempelt werden diese in Deutschland in Anlagen, die allesamt mit dem Begriff „Briefzentrum“ abstempeln. Der frühere Einstieg über das Sammeln von Briefmarken aus der Tagespost existiert somit nicht mehr.
Heutige Sammlungen haben meist nicht mehr die kaum noch existierende Gegenwart der Briefmarke im Fokus, als vielmehr die postgeschichtliche Vergangenheit, z. B. Belege der Wirtschaftsgeschichte oder Briefmarken mit Abstempelungen einer bestimmten Region und Epoche.
Die Szene verlagert sich mehr und mehr von der Präsenz hin zu Internetforen, viele der Sammler treten nicht mehr in Erscheinung, so dass Vereine weniger Nachwuchs haben.

## Philatelisten und berühmte Sammlungen

### Der erste Philatelist der Welt

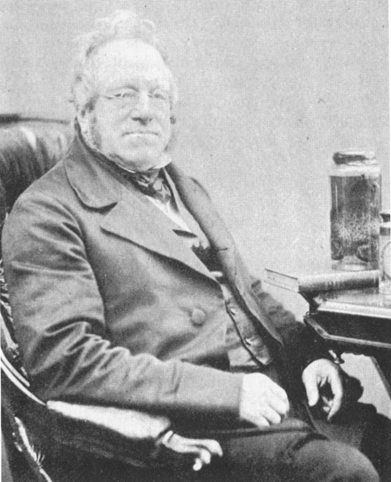
John Edward Gray (1800–1875)

Der Brite John Edward Gray, der die ersten Vorläufer der Briefmarkenkataloge, die Briefmarkenverzeichnisse, herausgegeben hatte,
behauptete von sich selbst, der erste Philatelist der Welt gewesen zu sein, da er bereits Marken gesammelt habe, bevor es überhaupt Briefmarken gab, nämlich Steuer- und Stempelmarken aller Art. Gleich am 6. Mai 1840, dem Tag der Einführung der ersten Briefmarken weltweit in Großbritannien, kaufte er sich mehrere Exemplare dieser Marken in der Absicht, sie nicht zu verbrauchen, sondern aufzubewahren.
John Edward Gray war eigentlich ein bedeutender Zoologe, nach dem die Reiherart Ardeola grayii benannt wurde. Dieser Vogel wurde von der Postverwaltung von Bangladesch am 15. Juli 2000 auf einer eigenen Briefmarke verewigt.

### Die berühmtesten Sammlungen der Welt

#### Berühmte Sammlungen von Staaten und Herrscherhäusern
Die Grundsteine für die heute berühmtesten und größten Sammlungen wurden vor allem in der zweiten Hälfte des 19. Jahrhunderts gelegt.
Die Sammlung des Reichspostmuseums in Berlin zählt zu den größten und bedeutungsvollsten der Welt, obwohl während der Weltkriege und der Nachkriegszeit große Verluste entstanden. Die Sammlung musste mehrmals umziehen, da der ursprüngliche Aufbewahrungsort in der Leipziger Straße im Zweiten Weltkrieg schwer getroffen wurde.
Das Museum für Kommunikation in Bern ist in Besitz einer der größten öffentlich zugänglichen Briefmarkensammlungen der Welt. Auch in den Gebäuden der Vereinten Nationen in Genf ist eine umfangreiche Briefmarkensammlung ausgestellt.
Die Sammlung des britischen Königshauses gilt als die größte Briefmarkensammlung weltweit. Die Sammlung besteht aus mehr als 400 Briefmarkenalben, die die größten Raritäten der Philatelie in sich vereinigen. Ihr Wert kann kaum geschätzt werden, da zahlreiche Unikate im Besitz des britischen Königshauses sind. Die Briefmarkensammlung wurde vor allem in der Zeit von König George V. zusammengetragen.
Eine weitere berühmte Sammlung war die Sammlung des Königs Faruk von Ägypten, die jedoch nach seiner Absetzung aufgelöst und versteigert wurde. Ebenfalls berühmt wurden die Sammlungen König Carols von Rumänien sowie des Zaren Nikolaus II. von Russland.

#### Berühmte Sammlungen von Privatpersonen
Zu der berühmtesten Sammlung einer Privatperson zählt sicherlich die Sammlung des Grafen Philipp la Renotière von Ferrary. Philipp von Ferrary konnte dank seines großen Vermögens so gut wie alle Weltraritäten kaufen. Zahlreiche Händler arbeiteten ausschließlich für ihn und suchten auf Auktionen auf der ganzen Welt nach den letzten fehlenden Stücken. Obwohl Philipp von Ferrary in Paris lebte, zog es ihn häufig nach Österreich und nach Deutschland. Er wurde schließlich österreichischer Staatsbürger, lebte aber weiterhin in Frankreich. Im Alter von 65 Jahren entschloss er sich, nach seinem Tode seine gesamten „Schätze“ dem von ihm sehr geschätzten Reichspostmuseum in Berlin zu hinterlassen. Der Erste Weltkrieg war jedoch bereits ausgebrochen und Philipp von Ferrary musste wegen seiner österreichischen Staatsangehörigkeit überstürzt in die Schweiz fliehen. Seine Sammlung hinterließ er vor seiner Abreise in der Österreichischen Botschaft. Die Sammlung (die aus ca. 120.000 Briefmarken bestand) wurde jedoch nach dem Krieg als Reparationszahlung angesehen und versteigert. Philipp von Ferrary erlebte die Zerstörung seines Lebenswerkes nicht mehr, da er ein Jahr vor Kriegsende verstarb. Die Versteigerung dauerte über sechs Jahre und brachte bis dahin nie erreichte Summen für die Briefmarken ein. Philipp von Ferrary war wohl auch der einzige Sammler in der Geschichte der Briefmarke, der von sich behaupten konnte, das Sammelgebiet „die ganze Welt“ komplett zu haben.
Eine weitere berühmte Sammlung gehörte Arthur Hind, der ebenfalls dank seines großen Vermögens in den Besitz zahlreicher Raritäten kam. So kaufte er beispielsweise auf einer Ferrary-Auktion die legendäre British Guiana 1¢ magenta. Weitere berühmte Sammlungen wurden von Colonel Greens, Alfred Caspary sowie dem Schweizer Tabakmillionär Burrus aufgebaut.
Legendär ist die Ganzsachensammlung der Brüder Ernst und Franz Petschek. Auch die Sammlung „Altdeutsche Staaten“ des Amerikaners John R. Boker dürfte zu den großen Sammlungen gehört haben; sie wurde inzwischen in mehreren eigenen Auktionen in Wiesbaden aufgelöst.
Ebenfalls legendär ist die Sammlung von Erivan Haub, dem früheren Inhaber der Tengelmann-Gruppe. Erst nachdem er 2018 verstorben war, wurde bekannt, dass er seit seiner Jugend eine umfangreiche Briefmarkensammlung aufgebaut hat, die jedoch zu seinen Lebzeiten niemals öffentlich gezeigt wurde. Sie enthielt zahlreiche Seltenheiten von Weltrang. In der Altdeutschland-Philatelie gilt die Sammlung Haubs als die vollständigste jemals zusammengetragene Sammlung, die die Sammlungen von Philipp von Ferrary und John R. Boker noch übertrifft. Im Zeitraum vom Juni 2019 bis 2023 wird die Sammlung Erivan in mehr als 30 Auktionen durch die Auktionshäuser Heinrich Köhler in Wiesbaden, H. R. Harmer in New York und Corinphila in Zürich versteigert.

## Arten der Philatelie
Wenn alle jemals erschienenen Marken der Welt gesammelt werden, dann wird das als eine Generalsammlung oder Universalsammlung bezeichnet.
Vollständige Generalsammlungen sind aber heute bei der großen Vielzahl an Sammelstücken kaum noch realisierbar und Sammler spezialisieren sich typischerweise irgendwann auf bestimmte Sammelgebiete.
Man unterscheidet in der Philatelie zwei grundsätzlich verschiedene Arten des Briefmarkensammelns: die klassische Philatelie und das Motivsammeln.

### Klassische Philatelie

Handschriftliche Entwertung „Sarajewo 20/7“

Bei der klassischen Philatelie beschäftigt man sich näher mit den Briefmarkenausgaben einzelner Staaten oder begrenzter Zeiträume (zum Beispiel Weimarer Republik oder Westberlin) in einem der beiden Erhaltungsformen „gestempelt“ oder „postfrisch“ (früher alternativ: mit Falz). Früher wurde angestrebt das betreffende Gebiet komplett zu machen insbesondere bei Vordruckalben, heute wird häufig auf Vollständigkeit weniger Wert gelegt, in diesem Fall ist das Ziel möglichst viele Sammelstücke in qualitativ hochwertiger Erhaltung zusammenzutragen, und Lücken nicht mit minderwertigeren Exemplaren zu füllen.
Das Sammeln kann auf verschiedene Besonderheiten ausgeweitet werden. Zu den wichtigsten Besonderheiten zählen:
- Besonderheiten der Briefmarke selbst

Bei den einzelnen Briefmarken wird vor allem auf Besonderheiten des Papiers geachtet. So gibt es zahlreiche Arten von Briefmarkenpapieren wie Faserpapier, Kreidepapier und Japanpapier; des Weiteren Briefmarkenpapier mit Sicherheitsmerkmalen wie Wasserzeichen, Lackstreifen, Fluoreszenz, Phosphoreszenz oder Hologrammen. Ferner kommt es vor, dass Briefmarken in verschiedenen Druckverfahren hergestellt werden, oder dass beim Druck Fehler wie beispielsweise Plattenfehler oder sonstige Abarten entstehen.
Auch die Rückseite der Briefmarke ist für den Philatelisten interessant, da es verschiedene Arten sowie Besonderheiten bei der Gummierung gibt, wie beispielsweise den Spargummi oder die Gummiriffelung. Auch auf die Zähnung beziehungsweise auf die Art der Trennung der einzelnen Briefmarken wird geachtet.
Postfälschungen und Spionage- und Propagandafälschungen genießen ebenfalls ein hohes Ansehen bei den Philatelisten.
- Besonderheiten der Entwertung

Philatelisten interessieren sich meist für die Art der Entwertung der Briefmarke, da es neben dem Poststempel zahlreiche andere Entwertungsmöglichkeiten für Briefmarken gibt. Sonderstempel sowie Ersttagsstempel werden von Philatelisten gesondert bewertet.
- Besonderheiten der Frankatur

Bei den Belegen wie Briefen oder Ganzsachen, die der Philatelist in seine Sammlung aufnimmt, achtet er besonders auf die Art der Frankatur. Man unterscheidet Einzelfrankaturen, Mehrfachfrankaturen sowie Mischfrankaturen, für die meistens verschiedene Preisansätze gelten. Eine vor allem in Frankreich beliebte Sonderform der Frankatur ist die Maximumkarte. Hier wird die Marke auf die Bildseite einer Ansichtskarte geklebt, die genau dieselbe Szene darstellt wie die Briefmarke.
- Spezialsammler

Spezialsammler haben sich auf einen ganz bestimmten Zeitraum oder eine ganz bestimmte Serie spezialisiert. Sie versuchen, durch Glück, Spürsinn und gezielte Käufe ihre Sammlungen zu vervollständigen. Vor allem in Deutschland waren sehr beliebte Spezialgebiete die Briefmarkenausgaben der Zeit der deutschen Hochinflation um 1920 nach dem Ersten Weltkrieg oder die Bautenserie der Amerikanischen und Britischen Besatzungszone sowie die DDR-Fünfjahrplan-Serie nach dem Zweiten Weltkrieg. Vor allem die Bautenserie bietet eine sehr große Zahl verschiedener Abarten, Druckfehlern und Zähnungsunterschieden.
- Nebengebiete

Nebengebiete, wie das Sammeln von Briefe oder Ganzsachen, sofern diese aus dem Postverkehr stammen und eine historische Relevanz besitzen. Dies ist nicht zu verwechseln mit den späteren Sonderstempeln, die später an Philatelisten verkauft wurden (wie Ersttagsbriefe, Ersttagsblätter, Numisbriefe und Schwarzdrucke) und nicht tatsächlich gelaufen sind.

### Motivsammlungen
Beim Motivsammeln bzw. thematischen Sammeln werden Briefmarken aus aller Welt mit bestimmten Motiven bzw. Themen, wie z. B. Sport oder Komponisten gesammelt; dadurch unterscheidet es sich von der klassischen Philatelie. Der Vorwurf mancher klassischer Philatelisten, beim Motivsammeln handle es sich nur um ein Anhäufen von Briefmarken, ist mit nichts zu begründen. Motivsammler versuchen genau so ernsthaft, möglichst viele Marken und Sätze ihres Sammelgebiets zu erhalten und zu dokumentieren. Sehr viele Philatelisten sammeln neben ihrem klassischen Thema noch ein oder mehrere Motivgebiete.
Bei Briefmarkenausstellungen sind Präsentationen von Motivsammlungen häufig interessanter und beliebter als klassische Sammlungen. Dies hängt damit zusammen, dass der klassische Sammler konkrete Themen, wie beispielsweise „100 Jahre Automobilbau“ oder „Olympische Spiele“, nur sehr eingeschränkt präsentieren kann. Der Motivsammler hat dagegen genau zu seinem Sammelgebiet umfangreiches Material. Seit Briefmarkenkataloge im Internet online eingesehen werden können und auch entsprechende Suchfunktionen vorhanden sind, haben Motivsammler erstklassige Möglichkeiten, nach Marken ihres Spezialgebiets zu suchen.
Probleme haben Motivsammler seit vielen Jahren, weil insbesondere Entwicklungsländer Briefmarken speziell zu beliebten Motivthemen auflegen, um entsprechende Verkaufseinnahmen zu erzielen. In der Regel sind diese Marken frankaturgültig und damit reguläre Briefmarken.
Seit dem Jahr 2000 ist verstärkt zu beobachten, dass Briefmarkenfälschungen zum Verkauf gebracht werden. Die Fälschungen werden insbesondere unter dem Namen von Ländern verkauft, in denen die staatliche Ordnung zusammengebrochen ist, wozu mehrere afrikanische Länder gehören. Über verschiedene Internetauktionshäuser werden zudem zahlreiche Produkte mit Bezeichnungen von ehemals sowjetischen Gebieten – oft mit dem Zusatz „Regionalmarken“ – angeboten. Hergestellt werden diese im philatelistischen Sinn wertlosen Fälschungen in professionellen Druckereien; sie sind von echten Briefmarken daher nicht zu unterscheiden.
Beliebte Motive sind beispielsweise:
- Autos (Pkw)
- Berühmte Personen, wie Gelehrte und Künstler sowie ihre Werke, Politiker und Sportler (vgl. z. B. die Serien der DDR-Post „Berühmte Persönlichkeiten“ und „Bedeutende Persönlichkeiten“)
- Blumen
- andere (historische) Briefmarken
- Eisenbahnen
- Erstflugbriefe
- Feuerwehr
- Flugzeuge
- Geschichtliche Ereignisse
- Kakteen und andere Sukkulenten (vgl. z. B. die Serie der DDR-Post „Kakteen“)
- Kunstwerke, insbesondere Gemälde
- Lastkraftwagen
- Olympia
- Raumfahrt
- Schachmotive
- Schiffe
- Sport, Sportarten, sportliche Ereignisse
- Tiere
- Weihnachten

## Hilfsmittel eines Philatelisten

### Zum Umgang mit Briefmarken

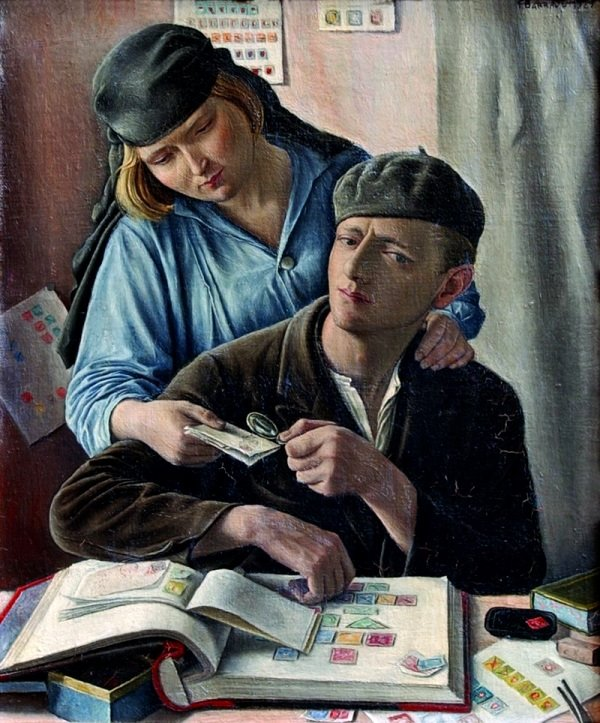
François Barraud: Der Philatelist, 1929

Ein Philatelist benötigt einige Werkzeuge zum angemessenen Umgang mit Briefmarken. Eine Briefmarken-Pinzette ist sein wichtigstes Hilfsmittel. Sie hat stets abgerundete Ecken und glatte, möglichst polierte Innenflächen, da sie so keine Schäden an der Gummierung der Briefmarke anrichten kann. Wer Briefmarken gestempelt sammelt, wird diese zuerst in einem Wasserbad ablösen wollen. Löschpapier dient der schnellen und sicheren Trocknung.
Zum Erkennen der Zähnung einzelner Briefmarken benötigt der Philatelist einen Zähnungsschlüssel. Diesen gibt es in zahlreichen verschiedenen Ausführungen. Um ein Wasserzeichen im Briefmarkenpapier zu erkennen, kann der Sammler die Marke in eine Benzinschale mit chemisch reinem Benzin legen, worauf es nach kurzer Zeit sichtbar wird. Ein deutlich einfacheres Hilfsmittel sind moderne optische Wasserzeichensucher, sogenannte Signoskope. Hier wird die Rückseite der Marke unter Druck einer durchsichtigen Kunststoffplatte seitlich angeleuchtet.
Um die verschiedenen Details einer Briefmarke genauer erkennen zu können, braucht der Briefmarkensammler eine Lupe. Um bestimmte Prüfzeichen erkennen zu können, werden verschiedene UV-Lampen benötigt. Eine UV-Lampe mit einer Wellenlänge von 380 nm dient zum Erkennen von optischen Aufhellern oder phosphoreszierendem Papier, das manchmal bei modernen Briefmarken verwendet wird. Auch fluoreszierende Merkmale können mit einer 254-nm-UV-Lampe überprüft werden. Mit einem Mikrometer kann man die – bei manchen Ausgaben schwankende – Papierstärke der Briefmarke bestimmen. Ein Farbkatalog ermöglicht das exakte Bestimmen der Farbe einer Marke.

### Zur Aufbewahrung der Briefmarken
Bei den heutigen Briefmarkenalben handelt es sich fast immer um gebundene Einsteckbücher, seltener auch welche als Ringbinder. Es gibt jedoch auch so genannte Vordruckalben in Klemm- oder Ringbindern, da jedes Jahr eine neue Serie hinzukommt. Bei diesen steckt man die Briefmarke an einen vorgesehenen Platz oder befestigt sie durch wiederablösbare Briefmarken-Klebefälze. Von Nachteil ist, dass einzelne Besonderheiten wie Eckrandstücke oder Paare keine Berücksichtigung finden können und die Gestaltung der Alben mit Platzierung der Briefmarken in der Mittelachse sehr konservativ ist. Für die Aufbewahrung gibt es spezielle Folien, die so genannten Klemmtaschen. Früher kam es oft vor, dass für diese Klarsichtstreifen noch Kunststofffolien mit briefmarkenschädigenden Weichmachern verwendet wurden. Nach ein paar Jahren erschienen die Marken braungelb und wurden damit oft minderwertig bis wertlos.

### Unterlagen
Zu den wichtigsten Unterlagen des Philatelisten zählt der Briefmarkenkatalog. Es gibt meist verschiedene Kataloge für ein bestimmtes Sammelgebiet. Für weitere ergänzende Informationen dienen Fachzeitschriften für Briefmarken, in denen meist auch die neuesten Briefmarken des jeweiligen Landes vorgestellt werden. Außerdem wird das Studium von Handbüchern bzw. Spezialliteratur zu einzelnen Sammelgebieten unerlässlich, wenn ein Philatelist sich spezialisiert, d. h. sich auf ein oder mehrere überschaubare Gebiete festlegt. Dieser weiterführenden philatelistischen Literatur ist sehr viel mehr zu entnehmen als den Briefmarkenkatalogen: z. B. Auflistung und Bewertung von Spezialitäten (Plattenfehlern, Stempeln u. ä.), genaue Beschreibung der Echtheitsmerkmale der einzelnen Ausgaben, Erkennen von Fälschungen u. v. a. m.

## Briefmarkenbezug im Abonnement
Die meisten Postverwaltungen unterhalten Abteilungen für Philatelisten, bei denen die herausgegebenen Briefmarken im Abonnement bezogen werden können: In Deutschland beim Sammler-Service der Deutschen Post AG in Weiden in der Oberpfalz, in Österreich beim Sammler-Service der Österreichischen Post AG in Wien und in der Schweiz beim Sammler-Service der Schweizerischen Post in Bern.

Diese Orientierung in den Postverwaltungen an Sammlern ist nicht unumstritten. Innerhalb der Philatelie wird oft kritisiert, dass viele Verwaltungen ihre Briefmarkenausgabe primär an Sammlern ausrichten, um diese zum Kauf zu veranlassen und so Einnahmen zu erzielen. Mitunter werden Staaten, die diese Praxis besonders aggressiv betreiben (beispielsweise durch sehr hohe Zahlen an Motivausgaben, Abgabe nur in Mehrfachblöcken, Vertrieb nur über Sammlerdienste oder kommerzielle Agenturen statt am Postschalter etc.), in der Sammlergemeinschaft als „Raubstaaten“ bezeichnet. Es handelt sich meist um Schwellenländer, die Briefmarken zur Erlangung von Devisen und als Beitrag zur Finanzierung ihres Staatshaushalts herstellen lassen.
Angeboten wird das „Sammeln im Abonnement“ von postfrischen Briefmarken und von entwerteten. Die entwerteten haben meistens Stempel, die sich in der Aufmachung, der Druckqualität und häufig auch von der Position von jenen aus dem realen Postverkehr unterscheiden. Weiterhin werden auch andere Produkte angeboten, die sich an Sammler richten, beispielsweise Ersttagsblätter.

## Briefmarken als Wertanlage

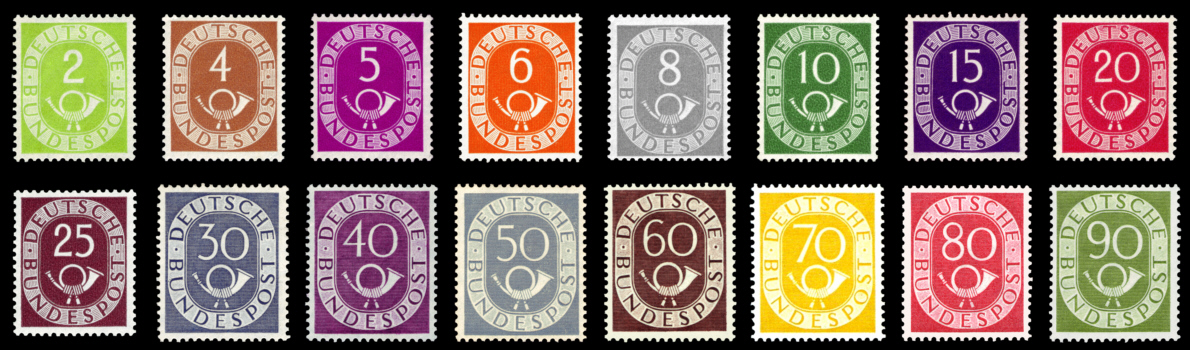
Der Posthornsatz von 1951 in postfrischer Erhaltung galt zeitweise mit rund 2000 € Wert als teuerster Briefmarkensatz der Bundesrepublik, kostet heute jedoch nur einen Bruchteil des Spitzenpreises aus den Höhepunkten der Philatelie

Die seit der zweiten Hälfte des 20. Jahrhunderts in Umlauf befindlichen Briefmarken eignen sich kaum als Wertanlage. Es ist in der Geschichte der Philatelie zu einigen Spekulationen gekommen, in denen Ausgaben bestimmter Epochen und Regionen oder einzelne Stücke enorme Wertzuwächse zu verzeichnen hatten. Dies hängt auch von der jeweiligen Auflage bzw. noch verfügbaren Zahl der Exemplare ab.
In Krisenzeiten galten Briefmarken, ähnlich wie Zigaretten, als beliebtes Tauschmittel, so etwa während oder nach den beiden Weltkriegen. Die größte Spekulationsblase in jüngster Zeit bildete sich in den 1960er Jahren, als in der Bundesrepublik Deutschland und in der Schweiz die Anzahl der Sammler anstieg. Daraufhin verteuerten sich die Preise älterer Ausgaben. Ein prominentes Beispiel war der Frankfurter Briefmarkenhändler Hartmut Schwenn, der über Bankfilialen Briefmarkenpakete als Geldanlage vertrieb.
Zeitgenössische Händler empfahlen Einsteigern in die Philatelie den Erwerb von aktuellen Briefmarkenausgaben des eigenen Landes. 1977 und 1982 erreichten die Preise verschiedener Sammelgebiete spekulative Höchstpreise. Nach Ende dieses Briefmarkenbooms setzte jedoch ein Preisverfall ein, der auf ein erweitertes Angebot zurückzuführen ist. Viele Postverwaltungen hatten die Zahl der Neuemissionen und die Auflagen dieser Emissionen immer weiter erhöht. Es wurde zunehmend mit schönen Motiven geworben, die jedoch später nur einen geringen Wert auf dem Markt hatten. Zum Beispiel hat der kleine Staat San Marino durch den Verkauf seiner Briefmarken zeitweise zehn Prozent seines Bruttonationaleinkommens erwirtschaftet. Die heutige Situation ist so, dass Briefmarkensammlungen in durchschnittlicher Erhaltung oder geläufiger Abstempelung schwer verkäuflich sind, mitunter bezeichnet man diese als „Großvaterware“. Bestände aus dem „Sammeln im Abonnement“ erreichen bei Veräußerung häufig nicht einmal mehr den Nominalwert. Während die Deutsche Post keinen Umtausch älterer nicht-entwerteter Briefmarken in DM-Nominale mehr anbietet, lassen sich in der Schweiz alte Sammlungen immerhin noch zum Frankieren von Briefen verwerten. Allenfalls extrem seltene Einzelbriefmarken und Briefe aus der Zeit bis in das erste Drittel des 20. Jahrhunderts erreichten und erreichen immer wieder Spitzenpreise, ohne dass sich daraus ein regelmäßiger Wertzuwachs ableiten lässt.
Die Philatelie folgt in der Wertermittlung eigenen Gesetzmäßigkeiten. Viele Briefmarken wären gestempelt in besten Erhaltungsgraden theoretisch erschwinglich, sind aber nur mit viel Mühe überhaupt aufzutreiben. Bekanntes Beispiel sind einige Briefmarken der Berliner Ausgaben der Dauerserie Frauen der deutschen Geschichte: Mit Vollstempeln aus dem Berliner Postverkehr sind diese kaum anzutreffen und noch seltener als Eckrandstücke, während die Katalognotierungen von Spitzenpreisen weit entfernt sind.
Zudem gibt es viele Gefälligkeitsstempelungen, also Ganzsachen, die nicht tatsächlich gelaufen sind. Dazu gehören Ersttagsbriefe und Satzbriefe, die auf dem Markt meist nur einen geringen Wert erzielen.